# IAI Westwind
Israel Aircraft Industries (IAI) Westwind — израильский реактивный административный самолёт. Разработан предприятием Aero Commander, серийно производился израильским предприятием Israel Aircraft Industries (IAI) в 1968—1987 гг. в нескольких модификациях. Выпущено 442 самолёта.

## Разработка самолёта
Самолёт Westwind был разработан американским предприятием Aero Commander как развитие винтового самолёта Aero Commander. Прототип, названный Aero Commander 1121 Jet Commander, совершил первый полёт 2 января 1963 г. Первые серийные самолёты поступили заказчикам в начале 1965 года. 
Вскоре после начала серийного выпуска самолёта предприятие Aero Commander было приобретено компанией North American Rockwell. Поскольку среди моделей Rockwell уже был реактивный административный самолёт Sabreliner, производство Jet Commander подпадало под ограничения антимонопольного законодательства. В 1968 году права на производство самолёта были проданы израильскому предприятию IAI.

## Серийное производство
Серийный выпуск первой модели Jet Commander, начатый в США и продолженный в Израиле, составил 150 самолётов. После ряда модификаций, внесённых израильскими инженерами, самолёту было присвоено обозначение IAI 1123 Westwind. Был удлинён фюзеляж, увеличен взлётный вес, усовершенствована механизация крыла и конструкция хвостового оперения. Турбореактивные двигатели, устанавливавшиеся на первой модели, были заменены на более экономичные ТРДД Garrett TFE731. С 1976 года выпускалась улучшенная модель 1124 Westwind, а с 1980- Westwind II. Всего, к окончанию производства в 1987 году, с учётом выпуска в США и Израиле, было построено 442 самолёта.

## Основные модификации
Aero Commander
1121 Jet Commander - первая производственная серия с двигателями General Electric CJ610-1 или CJ610-5. Построено 120 самолётов.
1121A -
Модификация с двигателями CJ610-1, построено 11 самолётов.
1121B Commodore 
Модификация с двигателями CJ610-5, построено 19 самолётов.
IAI
1123 Westwind - модифицированный вариант модели 1121 с удлинённым фюзеляжем, двигателями CJ610-9 и вспомогательной силовой установкой. Построено 36 самолётов.
1124 Westwind - модификация с турбовентиляторными двигателями Garrett TFE731-3-1G и без ВСУ.
1124N Sea Scan - морской патрульный самолёт.
1124A Westwind II - модифицированный вариант модели 1124, строился с 1980.

## Эксплуатация
Самолёт использовался гражданскими и военными эксплуатантами в Израиле, Канаде, Чили, Гватемале, Германии, Гондурасе, Новой Зеландии, Уганде.

## Лётно- технические характеристики (1124A Westwind II)
- Экипаж: 2
- Пассажировместимость: до 10
- Длина: 15.93 м
- Размах крыльев: 13.65 м
- Высота: 4.81 м
- Вес (пустой): 6,010 кг

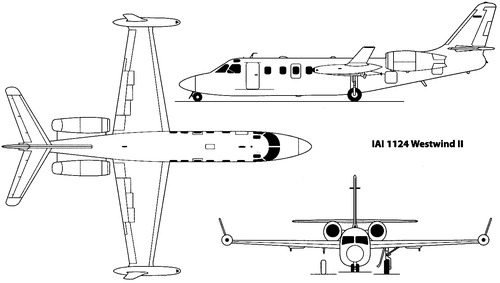
IAI Westwind II

- Максимальный взлетный вес: 10,660 кг
- Силовая установка: 2 × ТРДД Garrett TFE731-3-1G, тяга 16.46 kN каждый
- Максимальная скорость: 868 км/ч на высоте 8,840 м
- Крейсерская скорость: 723 км/ч на высоте 11,890–12,500 м
- Дальность: до 4,430 км
- Практический потолок: 13,720 м